# Funkija
Funkija (hosta, bogiša, lat. Hosta nom. cons.), rod trajnica iz porodice šparogovki, dio je potporodice saburovki. Priznato je 20 vrsta raširenih po Ruskom dalekom istoku, Kini i Japanu
Postoje brojni kultivari, a odlikuje se atraktivni velikim srcolikim listovimna. Ime je dobila u čast austrijskog botaničara Nicholausa Hosta

## Vrste
1. Hosta albofarinosa D.Q.Wang
2. Hosta × alismifolia F.Maek.
3. Hosta capitata (Koidz.) Nakai
4. Hosta clausa Nakai
5. Hosta hypoleuca Murata
6. Hosta jonesii M.G.Chung
7. Hosta kikutii F.Maek.
8. Hosta kiyosumiensis F.Maek.
9. Hosta longipes (Franch. & Sav.) Matsum.
10. Hosta longissima F.Maek.
11. Hosta minor (Baker) Nakai
12. Hosta plantaginea (Lam.) Asch.
13. Hosta pulchella N.Fujita
14. Hosta pycnophylla F.Maek.
15. Hosta shikokiana N.Fujita
16. Hosta sieboldiana (Hook.) Engl.
17. Hosta sieboldii (Paxton) J.W.Ingram
18. Hosta × tardiva Nakai
19. Hosta tsushimensis N.Fujita
20. Hosta ventricosa Stearn
21. Hosta venusta F.Maek.
22. Hosta yingeri S.B.Jones